# Clupeichthys bleekeri
Clupeichthys bleekeri är en fiskart som först beskrevs av Hardenberg, 1936.  Clupeichthys bleekeri ingår i släktet Clupeichthys och familjen sillfiskar. Inga underarter finns listade i Catalogue of Life.